# Turistická značená trasa 1917
 Turistická značená trasa 1917 je 16 km dlouhá modře značená trasa Klubu českých turistů v Železných horách a okrese Chrudim spojující Heřmanův Městec se Sečí. Její převažující směr je jižní. Počáteční část trasy je vedena přírodním parkem Heřmanův Městec, koncová CHKO Železné hory.

## Průběh trasy
Turistická trasa 1917 začíná na náměstí v Heřmanově Městci v nadmořské výšce 275 metrů na rozcestí s červeně značenou turistickou trasou 0443 do Choltic a zeleně značenými trasami 4303 do Slatiňan a 4307 na Lichnici. Nejprve vede parkem místního zámku kolem Zámeckého rybníka a poté loukami a řídkou zástavbou do Kostelce u Heřmanova Městce, míjí zdejší kostel, vstupuje do lesa a stoupá do svahů Železných hor. Částečně podél oplocení areálu SSHR pokračuje k silnici II/341, podél které prochází Nerozhovicemi. Po místní komunikaci přes bezejmennou kótu 508 m vede dále do Vápenného Podola. Zde se na rozcestí křižuje z červeně značenou trasou 0451 Prachovice - Chrudim a vychází odsud zeleně značená trasa 4305 do Třemošnice. Trasa 1917 vede dále k jihu kolem prameniště Podolského potoka, křižuje silnici Vápenný Podol - Prachovice a opět vstupuje do lesního masívu. V něm překonává vrchol Na Hranicích na hřebeni Železných horu a klesá do Seče. V jejím centru se nachází rozcestí se zeleně značenou trasou 4314 Běstvina - hrad Oheb. Trasa 1917 pokračuje dále za obec jihozápadním směrem po silnici II/340 do rekreační oblasti. V místě, kde jí opouští a přechází na jižní směr se nachází rozcestí se žlutě značenou trasou 7468 do Žďárce u Seče. Trasa poté sestupuje ke břehu vodní nádrže Seč, kde se kříží se žlutě značenou trasou 7343 vedoucí Třemošnice k vlastní hrázi, a podél vody vede na poloostrov, kde ve východním svahu vrchu Bučina končí v nadmořské výšce 490 metrů.

## Historie
Z Kostelce u Heřmanova Městce stoupala trasa dříve po silnici směr Tasovice, ze které odbočovala v pravotočivé zatáčce a klesala lesními pěšinami k železniční trati Přelouč - Prachovice. Tu křížila v prostoru bývalé odbočky zrušené trati do Vápenného Podola a údolím Podolského potoka vedla tamtéž. V centru obce se napojovala na současnou trasu. Ta dříve končila v Seči, úsek k Sečské přehradě byl vyznačen později.

## Turistické zajímavosti na trase
- Kostel svatého Bartoloměje v Heřmanově Městci
- Zámek Heřmanův Městec
- Přírodní památka Heřmanův Městec
- Památný dub letní v zámeckém parku v Heřmanově Městci
- Kostel svatých Petra a Pavla v Kostelci u Heřmanova Městce
- Zámek Seč
- Kostel svatého Vavřince v Seči
- Kaple svatého Jiří v Seči
- Rozcestí Na Špičce - místo tzv. pirátství vodních toků